# ガッシャーブルム峰
ガッシャーブルム峰はヒマラヤのカラコルム山脈北東部から中央部のバルトロ氷河まで連なる一連の山。「ガッシャーブルム」とはバルティ語（現地のチベット語方言）で「美しい山」（"rgasha" （美しい） + "brum" （山））を意味する。代表的な山として以下のものがある。
- ガッシャーブルムI峰
- ブロード・ピーク(K3)
- ガッシャーブルムII峰
- ガッシャーブルムIII峰
- ガッシャーブルムIV峰